# Nanorana polunini
Espèce
Synonymes
- Rana polunini Smith, 1951
- Paa polunini (Smith, 1951)

Statut de conservation UICN

 LC  : Préoccupation mineure
Nanorana polunini est une espèce d'amphibiens de la famille des Dicroglossidae.

## Répartition
Cette espèce se rencontre entre 2 610 à 3 990 m d'altitude, :
- au Népal ;
- en Chine dans le xian de Cuona dans la région autonome du Tibet.

Sa présence est incertaine au Bhoutan et en Inde.

## Étymologie
Cette espèce est nommée en l'honneur d'Oleg Polunin.

## Publication originale
- Smith, 1951 : On a collection of amphibians and reptiles from Nepal. Annals and Magazine of Natural History, sér. 12, vol. 4, p. 726-728.